# ピアーネ・クラーティ
ピアーネ・クラーティ（イタリア語: Piane Crati）は、イタリア共和国カラブリア州コゼンツァ県にある、人口約1,400人の基礎自治体（コムーネ）。

## 地理

### 位置・広がり

#### 隣接コムーネ
隣接するコムーネは以下の通り。
- アプリリアーノ
- コゼンツァ
- フィリーネ・ヴェリアトゥーロ
- パテルノ・カーラブロ